# 유증
유증(遺贈)이란 아무런 대가도 없이 유언(遺言)에 의하여 재산의 전부 또는 일부를 주는 행위이다. 유증은 자기의 재산을 무상으로 주는 점에서 증여나 사인증여와 같으나, 뒤의 것들은 계약이어서 단독행위인 유증과 다르다. 유증은 반드시 재산을 목적으로 해야 하지만, 유언자의 상속재산에 국한되는 것은 아니며, 적극적 재산뿐 아니라 소극적 재산, 즉 채무의 면제도 유증의 대상이 될 수 있다.

## 대상
유증을 받도록 유언에 의해 지정되어 있는 사람을 수증자(受贈者)라고 하는데, 유언자의 상속인도 수증자가 될 수 있으며 자연인뿐 아니라 법인도 될 수 있고 태아(胎兒)도 수증자로 될 수 있다. 유증을 실행할 의무를 지는 사람을 유증의무자(遺贈義務者)라고 하는데, 보통은 상속인이 되지만 유언집행자·포괄적 유증자·상속인 없는 재산의 관리인 등도 이를 담당한다. 수증자와 그의 상속인은 유증에 의한 이익을 받겠다는 의사표시 즉 승인이나 또는 포기를 할 수 있다. 그러나 일단 승인이나 포기를 하고 나면 취소할 수 없는 것이 원칙이다. 유증에는 포괄적 유증·특정적 유증·부담 있는 유증의 세 가지 종류가 있다.

## 종류

### 포괄적 유증 (包括的遺贈)
유언자가 상속재산의 전부 또는 일부에 대해 권리·의무를 일괄하여서 수증자에게 유증하는 것을 포괄적 유증이라고 한다. 포괄적 수증자는 상속인과 동일한 권리·의무를 가진다. 포괄적 유증이 효력을 발생할 수 없는 때, 예컨대 수증자가 유언자의 사망전에 먼저 사망하거나 결격자가 된 때에는 유증의 목적물은 상속인에게 귀속된다.

### 특정적 유증 (特定的遺贈)
유언자가 상속재산 중에서 개별적으로 특정하여 수증자에게 유증하는 것을 특정적 유증이라고 한다. 특정유증은 채권적 효력이 있으므로 유증의무자가 수증자에게 유증을 실행해야 할 특정적 유증의무를 부담한다. 반면에 수증자는 유증의무자에게 유증 이행청구권을 행사할 수 있으며, 이 때부터 목적물의 과실도 취득할 권리가 있다.

### 부담 (負擔) 있는 유증 (遺贈)
유언자가 유증을 할 때 수증자에게 일정한 부담을 지우는 것을 부담 있는 유증이라 한다. 유증을 받으면 수증자와 그의 상속인은 부담의무를 이행해야 하는데 즉 유증받은 재산을 초과하지 않는 한도 내에서 의무를 이행해야 할 책임이 있으므로 만약 이를 이행하지 않으면 상속인 또는 유언집행자는 이행을 최고하거나, 유언 자체의 취소를 청구할 수 있다. 유증은 일정한 경우에 무효로 되거나, 또는 취소할 수 있다. 즉 수증자가 유언자보다 먼저 사망하거나, 정지조건부(停止條件附) 유증에서 수증자가 조건성취 이전에 사망한 때, 유증의 목적으로 된 권리가 유언자의 사망 당시 상속재산에 속하지 않는 경우에는 그 유증은 무효로 된다. 취소되는 경우로는 부담 있는 유증에서 수증자가 그 부담의무를 이행하지 않는 경우를 들 수 있다.